# Литаково
Литако̀во е село в Западна България, Софийска област, община Ботевград.
Намира се на 12 km от общинския център Ботевград и на 78 km от столицата София. Най-близкото селище до него е село Радотина.
Църквата Свети Николай е свързана с ботевите четници.

## Редовни събития
Всяка година съборът на селото се провежда в първата събота на септември.
По традиция всяка година в Литаково на първи януари се вдига ялова сватба. Тя се нарича така, защото ролята на булката се играе от преоблечен мъж. Ритуалът се свързва с древните вярвания по нашите земи за преобличането. Той се прави, за да се прогони лошотията от старата година и е свързан с новото начало и пожеланията за хубави неща.
Традицията повелява възпроизводство на сватбения ритуал, като се посещават няколко къщи, в които се повтарят моменти от взимането на булката и извеждането ѝ от дома на родителите ѝ.
Празникът продължава с хоро на мегдана на селото, а после – с традиционна почерпка, спретната от местни хора.

## Личности
Родени в Литаково
- Венелин Коцев (1926 – 2002) – политик от БКП
- Найден Драганов – Късмета (1883 – ?), български революционер от ВМОРО[2]

Починали в Литаково
- Франк Томпсън (1920 – 1944), британски офицер
- Гецо Неделчев, деец на БКП

Други
- Мирон Иванов (1931 – 1988), български писател, живял в селото, има паметна плоча на къщата
- Слав Караславов (1932 – 2002), български писател, живял в селото

## Други
Жителите на селото ползват оптична интернет връзка, селото е газифицирано.
- Камбанарията на църквата
- Часовниковата кула
- Къщата на Мирон Иванов
- Къщата на Слав Караславов